# Neurotransmiterski transporter
 Neurotransmiterski transporteri su klasa membranskih transportnih proteina koji premoštavaju ćelijske membrane neurona. Njihova primarna funkcija je prenos neurotransmitera kroz membrane i usmeravanje daljeg transporta do specifičnih intracelularnih lokacija. Postoji više od dvadest tipova neurotransmiterskih transportera.
Vezikularni transporteri prenose neurotransmitere u sinaptičke vezicule, čime regulišu koncentracije supstanci u njima. Vezikularni transporteri se oslanjaju na protonski gradijent formiran hidrolizom adenozin trifosfata (ATP) da mogli da obavljaju svoj rad: v-ATPaza hidrolizuje ATP, uzrokujući prenos protona u sinaptičke vezikle i kreirajući protonski gradijent. Zatim isticanje protona iz vezikula pruža energiju za unos neurotrasportera u vezikule.
Neurotransmiterski transporter frekventno koristi elektrohemijske gradijente koji postoje na suprotnim stranama ćelijskih membrana za izvođenje rada. Na primer, pojedini transporteri koriste energiju prikupljenu putem kotransporta, ili simporta, Na+ jona da bi preneli glutamat kroz membrane. Takvi neurotransporterski kotransportni sistemi su veoma raznovrsni. Nedavni nalazi pokazuju da su sistemi preuzimanja generalno selektivni i da se asociraju sa specifičnim neurotransmiterom.
Normalno, transporteri u sinaptičkoj membrani služe za uklanjanje neurotransmitera iz sinaptičkog proreza, čime se sprečava njihovo dejstvo ili se završava signal. Međutim povremeno transporteri mogu da deluju u reverznom smeru, pri čemu transportuju neurotransmitere u sinapsu, omogućavajući tim neurotransmiterima da se vežu za svoje receptore. Ovo „nevezikularno otpuštanje“ neurotransmitera koriste pojedine ćelije, kao što su amakrine ćelije u retini, kao normalnu formu oslobađanja neurotransmitera.

## Spoljašnjee veze
- Neurotransmitter+Transporters на 
- Clearing Your Mind of Neurotransmitters: Functional Impact of Neurotransmitter Transporter Gene Variants - a videocast of the lecture by Randy Blakely, Ph.D., Vanderbilt University. Part of NIH Neuroscience Seminar series. 450 Mb file, .m4v format.
- The Blakely Lab - Laboratory exploring the molecular basis for neurotransmitter transporter structure, function and regulation.